# Iglesia Unida de Canadá

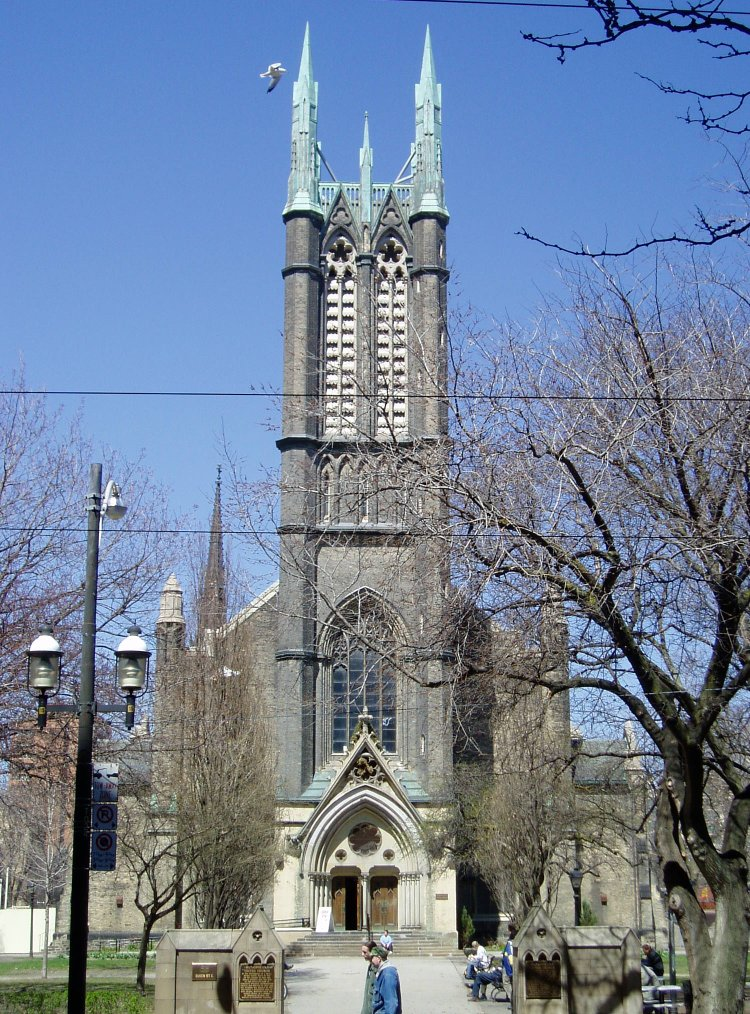
Iglesia Metropolitana Unida en Toronto

La Iglesia Unida de Canadá (United Church of Canada en inglés, Église unie du Canada en francés) es la mayor denominación cristiana protestante del país, así como la segunda religión mayoritaria canadiense en número de miembros, después de la Iglesia católica.
De tradición reformista con un gobierno eclesiástico de carácter presbiteriano, fue fundada en 1925 como resultado de la fusión de cuatro iglesias: La Iglesia Metodista de Canadá, la Unión Congregacional de Ontario y Quebec, dos tercios de las congregaciones de la Iglesia Presbiteriana de Canadá y la Asociación de Iglesias de la Unión Local, un movimiento predominantemente de las provincias de las praderas canadienses. Su sede se encuentra en la ciudad de Toronto, siendo unos de sus principales templos la Iglesia Unida Metropolitana. En el ámbito internacional, la iglesia pertenece a la Comunión Mundial de Iglesias Reformadas. En junio de 2015, la IUC confirmó su plena comunión con la Iglesia Unida de Cristo de los Estados Unidos.
Esta rama Cristiana está en plena comunión con todas las iglesias pertenecientes a Iglesias protestantes unidas y unificadas.

## Creencias y prácticas

### Biblia
La Iglesia Unida cree que la Biblia es el libro sagrado fundamental para la fe cristiana y fue escrita por personas inspiradas por Dios. La iglesia también cree que las circunstancias bajo las cuales se escribieron los libros de la Biblia corresponden a un lugar y tiempo particular, por ende, algunas cosas no se pueden conciliar con nuestras vidas actuales, como la esclavitud, por lo que es necesario realizar una interpretación y contextualización de los hechos. La Iglesia Unida de Canadá usa el método histórico-crítico para interpretar la Biblia.

### Sacramentos
La iglesia sólo reconoce dos sacramentos: el bautismo y la comunión.

### Matrimonio
Al creer que el matrimonio es una celebración del amor de Dios, la iglesia reconoce y celebra todos los matrimonios legalmente reconocidos por el Estado, incluidas las parejas del mismo sexo, las personas previamente divorciadas y las parejas de diferentes religiones. La política marital actual  se deja a cargo del consejo de la iglesia de cada pastoral.
Como iglesia inclusiva, a partir de 2013 se permite la bendición de uniones del mismo sexo a través del matrimonio igualitario, pero cada congregación debe individualmente, bajo su propio permiso y responsabilidad, tomar la decisión de celebrar bodas a nivel local.